# Ranoidea callista
Ranoidea callista es una especie de anfibio anuro del género Ranoidea, familia Pelodryadidae, originaria de Papua Nueva Guinea. Los científicos lo encontraron en monte Trafalgar, más o menos 220 metros sobre el nivel del mar.
El científico que escribió la primera publicación formal sobre Ranoidea callista, Fred Kraus, dijo que esta rana está relacionado con Litoria gracilenta pero tiene colores diferentes en su piel, pone sus huevos en arroyos, y usa su voz de manera diferente. Kraus dijo que esta rana no vive solamente en Trafalgar sino también en otros lugares en Nueva Guinea.